# Oeneis defasciata
Oeneis defasciata är en fjärilsart som beskrevs av Lingonblad 1944. Oeneis defasciata ingår i släktet Oeneis och familjen praktfjärilar. Inga underarter finns listade i Catalogue of Life.